# Juan Pedro Damiani
Juan Pedro Damiani (Montevideo, 14 de junio de 1958) es un empresario y dirigente deportivo uruguayo. Fue el Presidente del Club Atlético Peñarol desde 2008 hasta 2017. 

## Biografía
Hijo de Gladys Sobrero y José Pedro Damiani. Su hermana es la empresaria Patricia Damiani.
En 2007 José Pedro Damiani, su padre, falleció dejando ese cargo vacante. Damiani "suplió" a su padre pero con el puesto de Coordinador Institucional, ya que el club estaba de luto. Fue elegido en 2008 y reelecto en 2 ocasiones, en el 2011 y en 2014.

## Elecciones 2008
En 2008 fue elegido presidente, al mando de la lista 10 logrando el 44,42% de los votos (1.346 de 3.030).

### Período 2008-2011
- 2009: Se creó el Centro De Alto Rendimiento en Solymar, donde trabajan las inferiores del Club.[7]
- 2010: Se logra el Campeonato Uruguayo de Fútbol 2009-10 tras vencer en la final a Nacional por un resultado global de 2-1. (De esta manera se logró cortar un sequía de títulos de 6 temporadas).[8]
- 2011: Se llegó por décima vez a la final de la Copa Libertadores, la cual perdió frente al Santos Futebol Clube con un global de 1-2.[9]
- 2011: El club llegó a los 50.000 socios.[10]

### Período 2011-2014

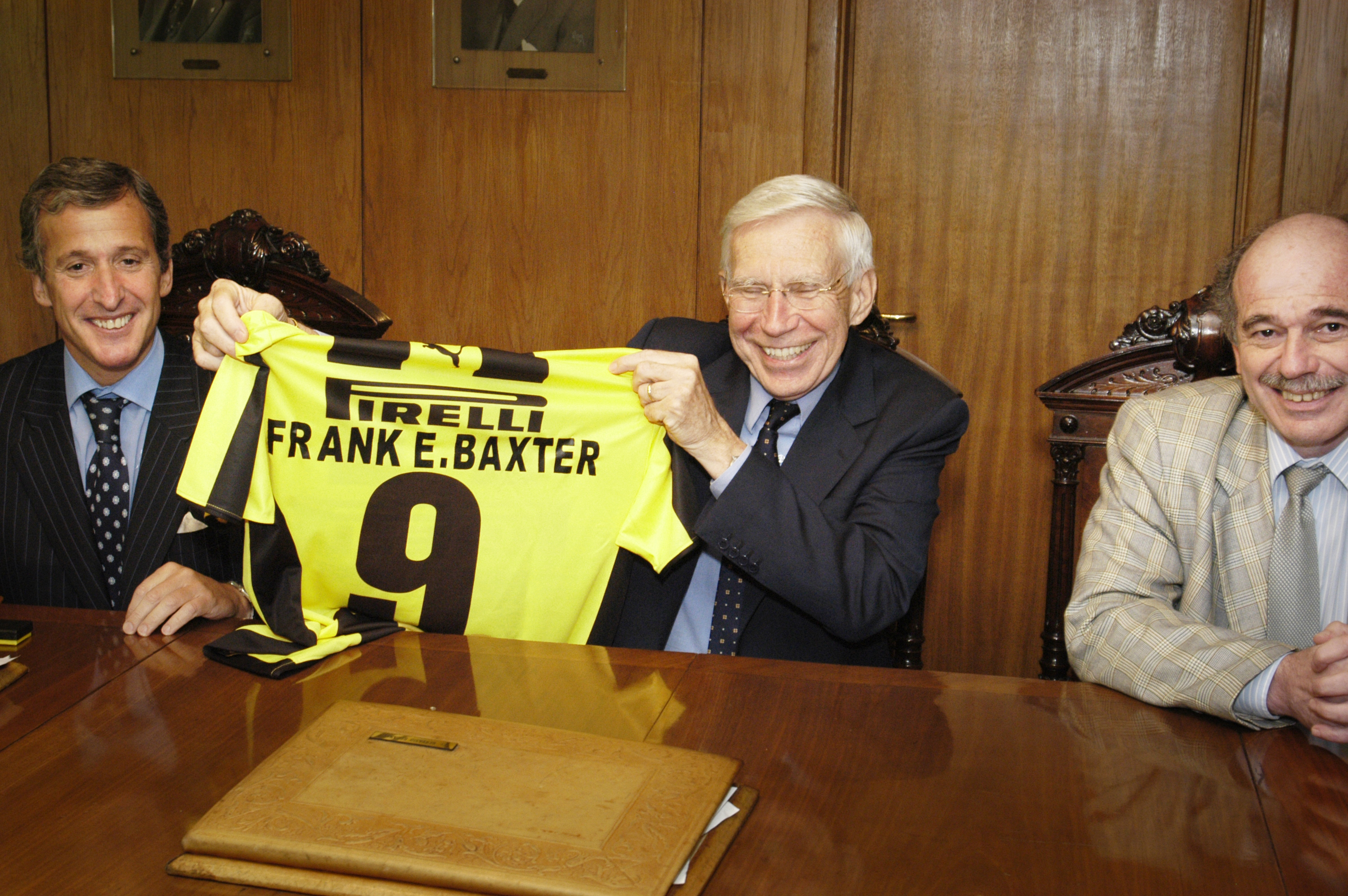
Juan Pedro Damiani y Frank Baxter en 2007.

- 2013: Se logra el Campeonato Uruguayo de Fútbol 2012-13 al ganar la final frente a Defensor Sporting con resultado de 3 a 1.[11]

### Algunos logros del periodo 2014-2017
- 2013: Se iniciaron las obras del Campeón del Siglo.[12]
- 2015: Reforma en el Complejo Deportivo Washington Cataldi.[13]
- 2016: Se profesionalizan todas las áreas del club (Gerente deportivo, Gerente de Marketing, etc.).[14]
- 2016: Se inaugura el nuevo estadio de Peñarol, el Campeón del Siglo.[15]
- 2016: Se logra el Campeonato Uruguayo de Fútbol 2015-16 al ganar la final frente a Plaza Colonia con resultado de 3 a 1.[16]
- 2017: Se logra el Campeonato Uruguayo de Fútbol 2017 al ganar la final frente a Defensor Sporting con resultado de 4 a 2 en los penales, tras empatar sin goles en 120 minutos de juego.[17]